# Patsy Mink
Patsy Mink (Paia, 1927. december 6. – Honolulu, 2002. szeptember 28.; születési nevén, japánul: 竹本 マツ, Takemoto Macu) amerikai politikusnő és jogász, az első színes bőrű nő, aki az Amerikai Egyesült Államok Kongresszusának tagja volt. A Demokrata Párt tagjaként 24 éven át szolgált Egyesült Államok Képviselőházában, kezdetben 1965-től 1977-ig, majd 1990-től 2002-ben bekövetkezett haláláig. Hawaii 2. számú kongresszusi körzetének képviselője volt.

## Élete
Miután 1965-ben az első ázsiai nő lett, aki a Kongresszusban szolgált, később ő lett az első ázsiai–amerikai nő, aki indult az amerikai elnökválasztáson 1972-ben.
Feminista politikusként a nők jogait és oktatását érintő törvényeket támogatott karrierje során. 2002-es haláláig szolgált az amerikai törvényhozásban.

## Válogatott művei
- (1966. szeptember 1.) „Education—The Vision of America”. The School Counselor 14 (1), 5–12. o, Kiadó: American School Counselor Association. ISSN 0036-6536. (angolul)
- (1970. december 1.) „The Status of Women”. Educational Horizons 49 (2), 54–56. o, Kiadó: Pi Lambda Theta. ISSN 0013-175X. (angolul)
- (1971) „Micronesia: Our Bungled Trust”. Texas International Law Forum (6), 181–207. o, Kiadó: University of Texas at Austin. ISSN 0040-4381. (angolul)
- (1976) „Energy and Environment: Which Is Undermining Which?”. Natural Resources Lawyer (9), 19–39. o, Kiadó: American Bar Association. ISSN 2328-3416. (angolul)
- (1976) „Reclamation and Rollcalls: The Political Struggle over Stripmining”. Environmental Policy and Law 2 (4), 176–180. o, Kiadó: Elsevier Science Publishers. DOI:10.1016/S0378-777X(76)80011-X. ISSN 0378-777X. (angolul)
- (1994. szeptember 1.) „Wrap-up”. Social Justice 21 (1), 110–113. o, Kiadó: Social Justice/Global Options via JSTOR. JSTOR 29766793. (angolul)
- (1996. október 1.) „Nuclear Waste: The Most Compelling Environmental Issue Facing the World Today”. Fordham Environmental Law Journal 8 (1), 165–170. o, Kiadó: Fordham University School of Law. ISSN 1079-6657. (angolul)

## Fordítás
- Ez a szócikk részben vagy egészben  a   Patsy Mink című francia Wikipédia-szócikk ezen változatának fordításán alapul.  Az eredeti cikk szerkesztőit annak laptörténete sorolja fel. Ez a jelzés csupán a megfogalmazás eredetét és a szerzői jogokat jelzi, nem szolgál a cikkben szereplő információk forrásmegjelöléseként.